# Túnel Maursund
El túnel Maursund (noruego:Maursundtunnelen) es un túnel submarino en la provincia de Troms, Noruega. Atraviesa el estrecho Maursundet conectando la parte continental de Nordreisa con la isla de Kågen en el municipio de Skjervøy. Tiene 2.122 m de largo y alcanza una profundidad de 92,5 m, con una pendiente del 10%. Fue abierto en 1991 y está cerca del puente Skattørsundet que conecta la localidad de Skjervøy con el territorio continental.